# Paadrema jõgi
Paadrema jõgi är ett 30 km långt vattendrag i Estland. Det ligger i landskapet Pärnumaa, i den västra delen av landet, 120 km sydväst om huvudstaden Tallinn. Åns källa är sjön Tõhela järv och den mynnar i viken Paatsalu laht i Östersjön. Den flyter framför allt genom Varbla kommun och utgör till stor del kommunens östra gräns. Mustoja och Punaoja är östliga biflöden till Paadrema jõgi. 